# Almere City FC in het seizoen 2015/16
Het seizoen 2015/2016 was het 11e jaar in het bestaan van de Almeerse betaaldvoetbalclub Almere City FC. De club kwam uit in de Eerste divisie en eindigde daarin op de achtste plaats, dit gaf recht op een plek in de nacompetitie voor promotie. In de tweede ronde werd verloren van Willem II (2–6). Tevens deed de club mee aan het toernooi om de KNVB Beker, hierin werd in de derde ronde verloren van FC Den Bosch (0–3).

## Wedstrijdstatistieken

### Eerste divisie
|       | Achilles '29 | FC Den Bosch | FC Dordrecht | FC Eindhoven | FC Emmen | Fortuna Sittard | Go Ahead Eagles | Helmond Sport | Jong Ajax | Jong PSV | MVV Maastricht | NAC Breda | FC Oss | RKC Waalwijk | Sparta Rotterdam | Telstar | FC Volendam | VVV-Venlo |
| ----- | ------------ | ------------ | ------------ | ------------ | -------- | --------------- | --------------- | ------------- | --------- | -------- | -------------- | --------- | ------ | ------------ | ---------------- | ------- | ----------- | --------- |
| Thuis | 2 – 1        | 1 – 1        | 3 – 0        | 1 – 2        | 4 – 0    | 0 – 3           | 3 – 4           | 2 – 2         | 2 – 1     | 7 – 0    | 0 – 3          | 0 – 1     | 0 – 1  | 3 – 1        | 1 – 0            | 0 – 2   | 2 – 2       | 3 – 3     |
| Uit   | 1 – 3        | 1 – 2        | 3 – 1        | 3 – 2        | 5 – 6    | 0 – 2           | 4 – 1           | 0 – 2         | 2 – 2     | 3 – 4    | 0 – 0          | 1 – 1     | 1 – 2  | 3 – 1        | 3 – 2            | 2 – 2   | 3 – 1       | 4 – 0     |

### Nacompetitie
| 1e ronde                                                                                              | Almere City FC                                                     | 4 – 1 (2 – 1) | FC Emmen                                      |
| 2 mei 2016 Plaats: Almere Yanmar Stadion Toeschouwers: 1.659 Scheidsrechter: Martin van den Kerkhof   | Ricardo Kip 5' Soufyan Ahannach 24', 89' Enzio Boldewijn 83'       |               | 39' (e.d.) Kees van Buuren                    |
| 1e ronde                                                                                              | FC Emmen                                                           | 1 – 4 (1 – 0) | Almere City FC                                |
| 6 mei 2016 Plaats: Emmen JENS Vesting Toeschouwers: 2.580 Scheidsrechter: Jeroen Manschot             | Erixon Danso 9' Tim Siekman 28', 54'                               |               | 60', 76', 80' Jason Oost 83' Soufyan Ahannach |
| 1e ronde                                                                                              | Almere City FC                                                     | 0 – 1 (0 – 1) | Willem II                                     |
| 13 mei 2016 Plaats: Almere Yanmar Stadion Toeschouwers: 3.000 Scheidsrechter: Allard Lindhout         |                                                                    |               | 15' Erik Falkenburg 66', 89' Wuytens          |
| 1e ronde                                                                                              | Willem II                                                          | 5 – 2 (1 – 0) | Almere City FC                                |
| 16 mei 2016 Plaats: Tilburg Koning Willem II-stadion Toeschouwers: 12.250 Scheidsrechter: Bas Nijhuis | Lucas Andersen 4', 79', 81' Jordens Peters 54' Erik Falkenburg 63' |               | 62' Ricardo Kip 83' Pelle van Amersfoort      |

### KNVB Beker
| 2e ronde                                               | EVV            | 0 – 3 (0 – 1) | Almere City FC                                             |
| 22 september 2015 Plaats: Echt Sportpark in de Bandert |                |               | 25' (pen.) Ricardo Kip 70' Sven Braken 89' Enzio Boldewijn |
| 3e ronde                                               | Almere City FC | 0 – 3 (0 – 1) | FC Den Bosch                                               |
| 27 oktober 2015 Plaats: Almere Yanmar Stadion          |                |               | 6' Furhgill Zeldenrust 54' Denis Pozder 90' Malcolm Esajas |

## Statistieken Almere City FC 2015/2016

### Eindstand Almere City FC in de Nederlandse Eerste divisie 2015 / 2016
| Stand | Gespeeld | Gewonnen | Gelijk | Verloren | Punten | Doelpunten voor | Doelpunten tegen |
| ----- | -------- | -------- | ------ | -------- | ------ | --------------- | ---------------- |
| 8e    | 36       | 14       | 8      | 14       | 50     | 68              | 66               |

### Topscorers
| #                    | Naam                    | Goal |
| -------------------- | ----------------------- | ---- |
| 1.                   | Ricardo Kip             | 15   |
| 2.                   | Jason Oost              | 9    |
| 3.                   | Pelle van Amersfoort    | 8    |
| 4.                   | Soufyan Ahannach        | 7    |
| 4.                   | Enzio Boldewijn         | 7    |
| 6.                   | Sven Braken             | 5    |
| 7.                   | Norair Aslanyan         | 4    |
| 8.                   | Pablo Rosario           | 3    |
| 9.                   | Khalid Tadmine          | 2    |
| 9.                   | Silvester van der Water | 2    |
| 11.                  | Abdel Metalsi           | 1    |
| 11.                  | Lars Nieuwpoort         | 1    |
| 11.                  | Paul Quasten            | 1    |
| Onbekende doelpunten |                         |      |
| –                    | Onbekend                | 3    |
| Totaal               | Totaal                  | 68   |

| #      | Naam                 | Goal |
| ------ | -------------------- | ---- |
| 1.     | Soufyan Ahannach     | 3    |
| 1.     | Jason Oost           | 3    |
| 3.     | Ricardo Kip          | 2    |
| 4.     | Pelle van Amersfoort | 1    |
| 4.     | Enzio Boldewijn      | 1    |
| Totaal | Totaal               | 10   |

| #      | Naam            | Goal |
| ------ | --------------- | ---- |
| 1.     | Enzio Boldewijn | 1    |
| 1.     | Sven Braken     | 1    |
| 1.     | Ricardo Kip     | 1    |
| Totaal | Totaal          | 3    |

## Voetnoten
Achilles '29 ·
Jong Ajax ·
Almere City FC ·
FC Den Bosch ·
FC Dordrecht ·
FC Eindhoven ·
FC Emmen ·
Fortuna Sittard ·
Go Ahead Eagles ·
Helmond Sport ·
MVV Maastricht ·
NAC Breda ·
FC Oss ·
Jong PSV ·
RKC Waalwijk ·
Sparta Rotterdam ·
Telstar ·
VVV-Venlo ·
FC Volendam